# Virgen de la Concha
La Virgen de la Concha o Nuestra Señora de San Antolín es una advocación mariana muy venerada en la ciudad de Zamora, capital de la provincia homónima (Castilla y León, España). 
Es la patrona de la ciudad de Zamora y de su diócesis. Su festividad se celebra el Lunes de Pentecostés. Actualmente, la Virgen se venera en la iglesia parroquial de San Vicente, quedando la de San Antolín abierta solamente en las vísperas de la Romería de La Hiniesta, uno de los principales actos de su cofradía, celebrado anualmente el lunes de Pentecostés, aunque la Iglesia católica establece oficialmente el 20 de mayo como fecha conmemorativa.

## Historia
La imagen primitiva de Nuestra Señora de San Antolín se encontró, según la tradición, en 1032, en la cripta del santo que le da nombre en Palencia, sobre la cual se construiría la actual catedral de Palencia. Después, en 1062, sería trasladada a Zamora por habitantes de dicha ciudad, en un intento por defenderla de los musulmanes o de repoblarla. En 1100, la Virgen sería jurada como patrona de la ciudad. En sus comienzos, la imagen sería románica, e iría evolucionando hasta sus actuales facturas. Desde el siglo XVIII, ya existe la seguridad de que sus elementos actuales, nada comunes, estarían configurados. La Virgen de la Concha mide 150 cm de altura. Está en pie con los dos brazos extendidos. Porta en su mano derecha un pañuelo blanco y la bandera de plata con las armas de la ciudad, y en su mano izquierda una rosa y una cadena de plata con la que ata la mano del Niño, que se encuentra junto a ella. 
El día 8 de diciembre de 1992 las imágenes del Niño Jesús y de la Virgen de la Concha fueron coronadas canónicamente por el entonces obispo de la diócesis, Juan María Uriarte en la catedral del Salvador de Zamora.

## Características
La Virgen es imagen de vestir. Porta un gran manto, una concha de plata pendida a su cintura, un rostrillo y una corona real con aureola de plata. El nombre primitivo se debía al lugar donde se encontró, pero a partir del siglo XVIII, al ser tan característica la concha que llevaba prendida, se le comenzó a llamar de la Concha. 
El Niño tiene una altura de 30 cm. Es también imagen de vestir, aunque de talla de bulto. Porta en su mano izquierda un globo terráqueo de plata rematando en una cruz, además de la citada cadena en la derecha, una corona real, una pequeña de concha y unos zapatos todo ello de plata. Al regreso de la Romería anual a La Hiniesta se le coloca un manojo de cebadas en su mano izquierda. La iconografía del conjunto se aparta totalmente de las demás advocaciones marianas.

## Traslados a Santiago de Compostela
Es tradición que cada Año Xacobeo la imagen de la Virgen de la Concha sea trasladada desde Zamora hasta la catedral de Santiago de Compostela en Galicia. Esto se debe a la vinculación que existe en la simbología de la "concha" en ambos cultos. En Zamora como símbolo de la advocación de la Virgen y en Galicia con el símbolo del peregrino. La Cofradía de la Virgen de la Concha peregrinó por primera vez a Santiago de Compostela en el Jubileo de 1993 (aunque en esta ocasión no fue trasladada la Virgen), le siguieron las de 1999 (portando ya la imagen de la Virgen), el Jubileo de 2004, en 2010 y por último en 2022.